# Маркантонио Джустиниан
Маркантонио Джустиниан (на италиански: Marcantonio Giustinian) е 107–ми венециански дож от 1684 г. до смъртта си през 1688 г.

## Биография
Много благочестив и набожен, човек с голяма култура, изучавал философия, теология и история в университета в Падуа, Джустиниан владее латински, гръцки език и иврит. Лишен от амбиции, той приема да изпълнява ролята на дож с чисто представителни функции. Под негово управление войната, започнала през 1684 г. срещу османците, продължава и подготвя почвата за по-късните победи на неговия наследник Франческо Морозини.
Маркантонио Джустиниан е син на Пиетро ди Джироламо и неговата съпруга Марина Джустиниан ди Даниеле ди Антонио. Той се отличава като посланик във Франция (кралят му дава титлата рицар), където благодарение на прекрасните си умения на оратор, успява да издейства финансови средства за Вeнеция, за да може тя да продължи Кандийската война.
Джустиниан остава неженен, за да избягва „греховете“, както обича да повтаря, подчертавайки прекомерната си набожност.
Умира на 23 март 1688 г. във Венеция.